# العائق الوقائي؛ أو الاستمناء الزوجي
العائق الوقائي؛ أو الاستمناء الزوجي هي الترجمة الإنجليزية التي قام بها دي مارمون للطبعة الفرنسية الثالثة من كتاب الاحتيال في أداء وظائف التوليد للطبيب لويس فرانسوا إتيان بيرجريت [الإنجليزية] عام 1868. نُشر في عام 1870 من قبل مطابع وناشري تيرنر ومينارد. في الكتاب، استخدم بيرجريت دراسات الحالة السريرية في القرن التاسع عشر لإثبات معتقداته المناهضة لمنع الحمل ونظريته القائلة بأن الإثارة الجنسية دون حمل كانت احتيالا، مما يؤدي إلى التهاب الرحم و "قتل الأطفال غير المباشر" والعديد من الأمراض الجسدية والنفسية المختلفة لدى النساء. في عام 1874، أمرت مكتبة الجمعية الملكية الطبية والعلاجية في لندن بحرق الكتاب.